# Bielany (Sokołów)
Pour les articles homonymes, voir Bielany.
Bielany [bjɛˈlanɨ] est un village polonais de la gmina de Bielany dans le powiat de Sokołów et dans la voïvodie de Mazovie, au centre-est de la Pologne.
Il est le siège administratif du gmina de Bielany.
Il est situé à environ 8 kilomètres au sud de Sokołów Podlaski et à 86 kilomètres à l'est de Varsovie.

Sa population est de 180 habitants en 2006.